# ATP de São Francisco
O ATP de São Francisco – ou Volvo Tennis San Francisco, na última edição – foi um torneio de tênis profissional masculino, de categoria ATP World Series.
Realizado em São Francisco, estado da Califórnia, sudoeste dos Estados Unidos, estreou em 1931, com alguns hiatos grandes para os torneios de Berkeley e Albany. O último retorno foi em 1973, com vinte e uma edições, sendo substituído em 1994 por San José. Os jogos eram disputados em quadras de duras cobertas durante o mês de fevereiro.

## Finais

### Simples
| Ano                                     | Campeão         | Vice-campeão    | Resultado               |
| --------------------------------------- | --------------- | --------------- | ----------------------- |
| 1993                                    | Andre Agassi    | Brad Gilbert    | 6–2, 46–7, 6–2          |
| 1992                                    | Michael Chang   | Jim Courier     | 6–3, 6–3                |
| 1991                                    | Darren Cahill   | Brad Gilbert    | 6–2, 3–6, 6–4           |
| 1990                                    | Andre Agassi    | Todd Witsken    | 6–1, 6–3                |
| 1989                                    | Brad Gilbert    | Anders Jarryd   | 7–5, 6–2                |
| 1988                                    | Michael Chang   | Johan Kriek     | 6–2, 6–3                |
| 1987                                    | Peter Lundgren  | Jim Pugh        | 6–1, 7–5                |
| 1986                                    | John McEnroe    | Jimmy Connors   | 7–6, 6–3                |
| 1985                                    | Stefan Edberg   | Johan Kriek     | 6–4, 6–2                |
| 1984                                    | John McEnroe    | Brad Gilbert    | 6–4, 6–4                |
| 1983                                    | Ivan Lendl      | John McEnroe    | 3–6, 7–6, 6–4           |
| 1982                                    | John McEnroe    | Jimmy Connors   | 6–1, 6–3                |
| 1981                                    | Eliot Teltscher | Brian Teacher   | 6–3, 7–6                |
| 1980                                    | Gene Mayer      | Eliot Teltscher | 6–2, 2–6, 6–1           |
| 1979                                    | John McEnroe    | Peter Fleming   | 4–6, 7–5, 6–2           |
| 1978                                    | John McEnroe    | Dick Stockton   | 2–6, 7–6, 6–2           |
| 1977                                    | Butch Walts     | Brian Gottfried | 4–6, 6–3, 7–5           |
| 1976                                    | Roscoe Tanner   | Brian Gottfried | 4–6, 7–5, 6–1           |
| 1975                                    | Arthur Ashe     | Guillermo Vilas | 6–0, 7–64               |
| 1974                                    | Ross Case       | Arthur Ashe     | 6–3, 5–7, 6–4           |
| 1973                                    | Roy Emerson     | Björn Borg      | 5–7, 6–1, 6–4           |
| Torneio não realizado entre 1972 e 1949 |                 |                 |                         |
| 1948                                    | Ted Schroeder   | Pancho Gonzalez | 6–4, 4–6, 6–3, 6–1      |
| 1947                                    | Jack Kramer     | Tom Brown       | 6–2, 8–6                |
| 1946                                    | Jack Kramer     | Eduard Moylan   | 7–5, 4–6, 7–5, 6–3      |
| 1945                                    | Tom Brown       | Harry Likas     | 6–2, 2–6, 6–3           |
| 1944                                    | Edwin Amark     | Morey Lewis     | 6–4, 6–4, 6–2           |
| 1943                                    | Jack Jossi      | Norman Brooks   | 6–3, 7–5, 6–0           |
| 1942                                    | Tom Brown       | William Canning | 4–6, 5–7, 6–1, 6–2, 6–1 |
| Torneio não realizado entre 1941 e 1934 |                 |                 |                         |
| 1933                                    | Keith Gledhill  | Lester Stoefen  | 3–6, 4–6, 6–4, 9–7, 6–3 |
| 1932                                    | Fred Perry      | Henry Austin    | 3–6, 6–4, 8–6, 6–1      |
| 1931                                    | Ellsworth Vines | Fred Perry      | 6–3, 21–19, 6–0         |

### Duplas
| Ano                                     | Campeões                           | Vice-campeões                      | Resultado               |
| --------------------------------------- | ---------------------------------- | ---------------------------------- | ----------------------- |
| 1993                                    | Scott Davis Jacco Eltingh          | Patrick McEnroe Jonathan Stark     | 6–1, 4–6, 7–5           |
| 1992                                    | Jim Grabb Richey Reneberg          | Pieter Aldrich Danie Visser        | 6–4, 7–5                |
| 1991                                    | Wally Masur Jason Stoltenberg      | Ronnie Bathman Rikard Bergh        | 4–6, 7–6, 6–4           |
| 1990                                    | Kelly Jones Robert Van't Hof       | Glenn Layendecker Richey Reneberg  | 2–6, 7–6, 6–3           |
| 1989                                    | Pieter Aldrich Danie Visser        | Paul Annacone Christo Van Rensburg | 6–4, 6–3                |
| 1988                                    | John McEnroe Mark Woodforde        | Rick Leach Jim Pugh                | 6–4, 7–6                |
| 1987                                    | Jim Grabb Patrick McEnroe          | Glenn Layendecker Todd Witsken     | 6–2, 0–6, 6–4           |
| 1986                                    | Peter Fleming John McEnroe         | Mike De Palmer Gary Donnelly       | 6–4, 7–6                |
| 1985                                    | Paul Annacone Christo Van Rensburg | Brad Gilbert Sandy Mayer           | 3–6, 6–3, 6–4           |
| 1984                                    | Peter Fleming John McEnroe         | Mike De Palmer Sammy Giammalva Jr. | 6–3, 6–4                |
| 1983                                    | Peter Fleming Patrick McEnroe      | Ivan Lendl Vincent Van Patten      | 6–1, 6–2                |
| 1982                                    | Fritz Buehning Brian Teacher       | Martin Davis Chris Dunk            | 56–7, 6–2, 7–5          |
| 1981                                    | Peter Fleming John McEnroe         | Mark Edmondson Sherwood Stewart    | 6–2, 6–2                |
| 1980                                    | Peter Fleming John McEnroe         | Gene Mayer Sandy Mayer             | 6–4, 6–3                |
| 1979                                    | Peter Fleming John McEnroe         | Wojtek Fibak Frew McMillan         | 6–2, 6–3                |
| 1978                                    | Peter Fleming John McEnroe         | Bob Lutz Stan Smith                | 5–7, 6–4, 6–4           |
| 1977                                    | Marty Riessen Dick Stockton        | Fred McNair Sherwood Stewart       | 6–4, 1–6, 6–4           |
| 1976                                    | Dick Stockton Roscoe Tanner        | Brian Gottfried Bob Hewitt         | 6–3, 6–4                |
| 1975                                    | Fred McNair Sherwood Stewart       | Allan Stone Kim Warwick            | 6–2, 7–63               |
| 1974                                    | Bob Lutz Stan Smith                | John Alexander Syd Ball            | 7–5, 56–7, 6–4          |
| 1973                                    | Roy Emerson Stan Smith             | Ove Nils Bengtson Jim McManus      | 6–2, 6–1                |
| Torneio não realizado entre 1972 e 1947 |                                    |                                    |                         |
| 1946                                    | Jack Kramer Bob Falkenberg         | Seymour Greenberg Lennart Bergelin | 6–3, 6–3, 9–7           |
| 1945                                    | Tom Brown Harry Buttimer           | Edwin Amark Myron McNamara         | 8–1, 6–3, 6–4           |
| 1944                                    | Gerald Stratford Howard Blethen    | Jack Gurley Nick Carter            | 5–7, 8–6, 6–4           |
| Torneio não realizado entre 1941 e 1934 |                                    |                                    |                         |
| 1933                                    | Gerald Stratford Phil Neer         | Joe Coughlin Lester Stoefen        | 6–2, 6–3, 6–4           |
| 1932                                    | Phil Neer Ed Levy                  | Jiro Satoh Takao Kuwabara          | 6–1, 6–1, 0–6, 1–6, 6–3 |
| 1931                                    | Lester Stoefen Sidney Wood         | Pat Hughes Fred Perry              | 6–4, 6–4, 6–3           |